# Clifford Martin Will
Clifford Martin Will (Hamilton, 1946) é uma físico matemático de nascido no Canadá e estabelecido nos Estados Unidos. É conhecido por suas contribuições à teoria da relatividade geral.
Will obteve bacharelado na Universidade McMaster. No Caltech, orientado por Kip Thorne, doutorou-se em 1971. Lecionou na Universidade de Chicago e na Universidade de Stanford e, desde 1981, trabalha na Universidade Washington, em St. Louis.
O trabalho teórico de Will é focado em expansões pós-newtonianas das soluções aproximadas da equações de campo de Einstein.